# Qualità del suolo

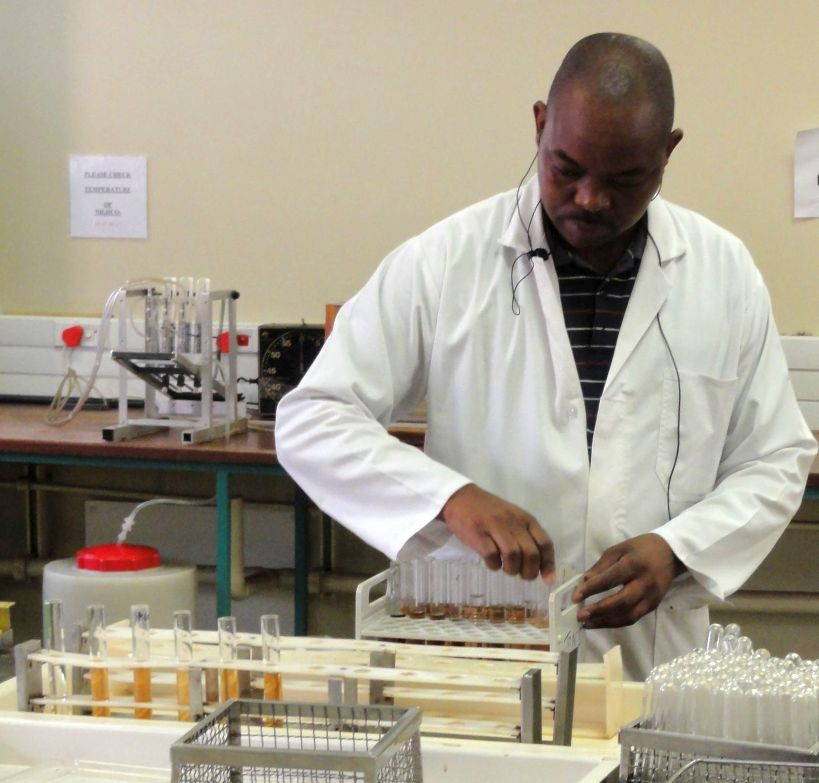
Test sulla fertilità del suolo

Con qualità del suolo ci si riferisce alla condizione del suolo in base alla sua capacità di fornire servizi ecosistemici che soddisfano le esigenze della vita umana e non.
La qualità del suolo, riveste funzioni importanti sul manteninento della biodiversità e sulla produttività, ripartizione dell'acqua e dei soluti, filtraggio e tamponamento, del ciclo dei nutrienti e di supporto alle piante e altre strutture. La gestione del suolo ha un impatto importante sulla qualità del suolo.
La qualità del suolo riguarda le funzioni del suolo. A differenza dell'acqua o dell'aria, per i quali sono stati stabiliti degli standard, la qualità del suolo è più difficile da definire e da quantificare.

## Indicatori della qualità del suolo
La qualità del suolo può essere valutata usando il Quadro di Valutazione della Gestione del Suolo. Nel settore agricolo tedesco, viene utilizzata una scala di valore del suolo che ne misura la sua qualità, il cui nome è Bodenwertzahl.
La qualità del suolo è principalmente misurata tramite indicatori chimici, fisici e biologici perché la funzione del suolo non può essere facilmente misurata direttamente. Ognuna di queste categorie comprende diversi indicatori che forniscono informazioni sulla generale qualità del suolo.

### Fisici
Tra gli indicatori fisici per misurare la qualità del suolo troviamo struttura del terreno, densità apparente, porosità, contenuto di acqua alla saturazione, stabilità degli aggregati, resistenza alla penetrazione e altro ancora. Queste misure offrono informazioni idrologiche, come livelli dell'infiltrazione dell'acqua e la disponibilità idrica per le piante.

### Chimici
Tra gli indicatori chimici troviamo il livello del pH e dei nutrienti. Tipicamente, un test del suolo valuta soltanto le proprietà chimiche.

### Biologici
Le misure sulle proprietà biologiche comprende l'analisi sulla diversità degli organismi e dei funghi presenti nel suolo. Il movimento e le funzioni biologiche degli organismi del suolo (vermi, millepiedi, centipedi, formiche e ragni) hanno un impatto sui processi del suolo, come la regolazione della struttura del suolo, la degradazione dei contaminanti e il ciclo dei nutrienti.